# 신명초등학교 (부산)
신명초등학교(新鳴初等學校)는 대한민국 부산광역시 강서구에 있는 공립 초등학교이다.

## 연혁
- 2017년 3월 1일 : 개교